# Arnoldo Alemán
José Arnoldo Alemán Lacayo (ur. 23 stycznia 1946 w Managui) – nikaraguański polityk, prezydent Nikaragui od 10 stycznia 1997 do 10 stycznia 2002.

## Życiorys
Arnoldo Alemán urodził się w 1946 w Managui. Edukację podstawową pobierał w Instytucie La Salle w Managui. W 1967 ukończył prawo na Narodowym Uniwersytecie w León. Od 1968 do 1979 pracował jako prawnik w środowisku bankowym i handlowym. W okresie władzy Anastasia Somozy Debayle był urzędnikiem rządowym. W 1980 został aresztowany przez sandinistów, utracił majątek i spędził 9 miesięcy w więzieniu. Po zwolnieniu, wyjechał na pewien czas do USA. Po powrocie do Nikaragui, Alemán zajął się działalnością biznesową i akademicką. W latach 1988–1995 wchodził w skład szeregu stowarzyszeń handlowych i biznesowych. Udzielał także wykładów na Tulane University w Nowym Orleanie oraz Florida International University w Miami w USA. W 1990 objął stanowisko burmistrza Managui. Wcześniej przez dwa miesiące był radnym w stolicy. Jako burmistrz wprowadził w życie program odnowy struktury miejskiej, którego celem była przebudowa i odbudowa Managui po dotkliwym trzęsieniu ziemi w 1972. We wrześniu 1995 zrezygnował ze stanowiska w ratuszu, by przygotować się i móc wziąć udział w wyborach prezydenckich.

## Prezydent
W 1996 Alemán został mianowany kandydatem prezydenckim koalicji Sojusz Liberalny, stworzonej przez partię PLC. W wyborach prezydenckich 20 października 1996 zdobył 48% głosów i pokonał kandydata FSLN Daniela Ortegę, który uzyskał 40% głosów poparcia. 10 stycznia 1997 Arnoldo Alemán oficjalnie objął urząd prezydenta Nikaragui. Prezydentura Alemána cechowała się z jednej strony reformami ekonomicznymi, a z drugiej szeroko rozpowszechnioną korupcją. Prezydent Alemán doprowadził do obniżenia poziomu inflacji oraz wzrostu PKB. Sprzyjał również inwestycjom zagranicznym oraz wprowadził program odbudowy systemu drogowego i budowy nowych szkół. Jego sloganem było: „Obras, no palabras” (Działanie, nie słowa). Chcąc zapewnić stabilność swoich rządów, Alemán zawarł strategiczny sojusz z FSLN Daniela Ortegi, oferując sandinistom wiele stanowisk w administracji publicznej.

## Oskarżenia korupcyjne i wyrok
10 stycznia 2002 nowym prezydentem Nikaragui został Enrique Bolaños, wiceprezydent w administracji Alemána. Bolanos oskarżył swego poprzednika o szeroko rozpowszechnioną korupcję. Oprócz byłego prezydenta zarzuty postawiono też 14 innym osobom z jego administracji i kręgu znajomych. W grudniu 2002 Alemán usłyszał oficjalnie zarzuty korupcji i defraudacji publicznych funduszy. 7 grudnia 2003 został skazany na 20 lat więzienia za szereg przestępstw, w tym pranie pieniędzy, defraudację i korupcję. W czasie procesu prokuratorzy przedstawili dowody, wskazujące na korzystanie przez prezydenta i jego żonę ze środków publicznych w celach prywatnych. Przedstawiono wyciągi z rządowych kart płatniczych, które ujawniały wydatki rzędu 13,7 mln USD na hotel na wyspie Bali oraz 68 mln USD na hotel w Indiach. Z powodów zdrowotnych Alemán odbywał karę nie w więzieniu, a w areszcie domowym. Berliński oddział Transparency International w 2004 sklasyfikował Alemána na 9. miejscu w rankingu najbardziej skorumpowanych przywódców państwowych i oszacował kwotę defraudacji na 100 mln USD. W kwietniu 2007 parlamentarzyści z partii PLC oraz FSLN wprowadzili prawo, zmniejszające karę za pranie pieniędzy do maksymalnie 5 lat. Prawo to zostało retrospektywnie zastosowane również do wyroku Alemána, przez co zredukowało go o 15 lat i umożliwiło wyjście byłego prezydenta na wolność w grudniu 2007.